# 레드불 쓰리스타일
레드불 쓰리스타일 (Red Bull Thre3style)은 DJ들이 15분 동안 최소 3개의 다른 장르의 음악을 믹싱해 디제잉 실력을 겨루는 세계 최대 규모의 DJ 국제대회로, 매년 약 20개 이상의 국가에서 선발된 국가대표 DJ들을 모아 월드 챔피언을 선발한다. 심사는 '선곡', '기술력', '창의력', '관객 호응도' 그리고 '무대 장악력' 등 5가지 기준으로 진행된다.
레드불 쓰리스타일은 2008년 캐나다 토론토에서 최초로 시작된 대회로, 당시에는 작은 클럽에서 특이한 디제잉을 즐길 수 있는 로컬 이벤트였으나, 예상보다 큰 화제와 인기를 모으면서 점차 대회 규모가 커졌다. 현재 진행되는 형태의 레드불 쓰리스타일은 2010년이 제 1회로, 이후 국제적인 대회로서의 형식과 규모를 갖추고 매해 개최하게 됐으며 이제는 세계적으로 그 가치와 권위를 인정받고 있다. 우리나라는 2012년과 2013년, 두 번의 대회에 참가했으며, 2012년 Pandol (박경민), 2013년 Acorn (김정식), 2015년 Tezz (서덕일), 2016년 J.fitz (유주환), 2017년 EMESS (김민지), 2018년 Redef (구동완)국가대표로 선발돼 월드파이널에 진출한 바 있다.

## 월드 파이널 역대 우승자
| 연도                                         | 장소         | 이름                      |
| -------------------------------------------- | ------------ | ------------------------- |
| 레드불 쓰리스타일 (Red Bull Thre3style) 2011 | 캐나다       | 캐나다 - DJ Hedspin       |
| 레드불 쓰리스타일 (Red Bull Thre3style) 2012 | 미국         | 미국 - DJ Four Color Zack |
| 레드불 쓰리스타일 (Red Bull Thre3style) 2013 | 캐나다       | 일본 - DJ Shintaro        |
| 레드불 쓰리스타일 (Red Bull Thre3style) 2014 | 아제르바이잔 | 독일 - DJ Eskei83         |
| 레드불 쓰리스타일 (Red Bull Thre3style) 2015 | 일본 도쿄    | 칠레 - DJ Byte            |
| 레드불 쓰리스타일 (Red Bull Thre3style) 2016 | 칠레         | 미국 - DJ Jazzy Jeff      |
| 레드불 쓰리스타일 (Red Bull Thre3style) 2017 | 미국         | 미국 - DJ Ease            |
| 레드불 쓰리스타일 (Red Bull Thre3style) 2018 | 폴란드       | 칠레 - DJ Damianito       |
| 레드불 쓰리스타일 (Red Bull Thre3style) 2019 | 대만         | 미국 - DJ J. Espinosa     |
| 레드불 쓰리스타일 (Red Bull Thre3style) 2020 | 러시아       |                           |

## 대한민국 (Red Bull Thre3style) 역대 우승자
| 연도 | 장소           | 일시      | 이름                        |
| ---- | -------------- | --------- | --------------------------- |
| 2012 | 대한민국, 서울 | 3월 15일  | 대한민국 DJ Pandol (박경민) |
| 2013 | 대한민국, 서울 | 5월 2일   | 대한민국 DJ Acorn (김정식)  |
| 2015 | 대한민국, 서울 | 5월 7일   | 대한민국 DJ Tezz (서덕일)   |
| 2016 | 대한민국, 서울 | 6월 18일  | 대한민국 DJ J.fitz (유주환) |
| 2017 | 대한민국, 부산 | 10월 14일 | 대한민국 DJ EMESS (김민지)  |
| 2018 | 대한민국, 서울 | 11월 22일 | 대한민국 DJ Redef (구동완)  |
| 2019 | 대한민국, 서울 | 12월 11일 | 대한민국DJ EMESS (김민지)   |